# 大城咸安宮
大城咸安宮，為彰化縣大城鄉的一座廟宇，主祀保生大帝，為當地的信仰中心。該廟主祀保生大帝的歷史可追溯至明鄭時期永曆二十年（1666年），而現今的廟宇建築為日治時期昭和3年（1928年）所建，2008年登錄為彰化縣歷史建築。經彰化縣文化局向文化部爭取修復經費，2017年核定修復總經費2563萬2000元。2019年12月27日修復工程開工，2022年8月27日完工入火安座。將成為兼具信仰、集會及教育等多項功能的文化觀光地標，和當地學校重要的鄉土教育實例。

## 沿革
- 1666年：先民吳氏至福建泉州同安白礁奉請保生大帝來大城厝莊奉祀。
- 1674年：安座於簡陋士埆廟。
- 1821年：廟宇始建。
- 1928年：由信士吳萬益任董事，地方募資改建，所需石材、福杉等建材均由中國運台。廟內《咸安宮改築記》碑文記載廟史及改建過程[1]。
- 1930年：竣工。
- 1960年：整修廟宇內部彩繪及柱樑。
- 1972年：廟宇整修。
- 1983年：成立大城咸安宮管理委員會。
- 1986年：興建後殿一樓。
- 2008年：登錄為歷史建築。[2][3]

## 建築形式
咸安宮面寬為三開間，祭祀空間由外而內分為：三川殿、左右過水廊夾一天井、拜殿、正殿、後殿。室內裝飾繁複。

## 其他
正對咸安宮前的道路，名為「宮前街」。